# Calocosmus holosericeus
Calocosmus holosericeus là một loài bọ cánh cứng trong họ Cerambycidae.